# Kisaragi (cacciatorpediniere)
Il Kisaragi (如月? lett. "Secondo mese/Febbraio"), sino al 1º agosto 1928 denominato 21-Gō kuchikukan (第21駆逐艦? lett. "cacciatorpediniere Numero 21"), è stato un cacciatorpediniere della Marina imperiale giapponese, seconda unità appartenente alla classe Mutsuki. Fu varato nel giugno 1925 dal cantiere navale di Maizuru.
Appartenente alla 30ª Divisione del 6º Squadrone, fece parte della forza di superficie inviata dalla 4ª Flotta a occupare l'Isola di Wake, ritenuta malamente difesa, sbuto dopo l'attacco di Pearl Harbor: in realtà la guarnigione era dotata di alcuni cannoni costieri da 127 mm e qualche caccia Grumman F4F Wildcat, armati con congegni grossolani per sganciare bombe. Una lo colpì e fu annientato da una grande esplosione; il relitto squarciato affondò subito con l'intero equipaggio. Il Kisaragi fu la seconda nave da guerra perduta dall'Impero giapponese nel corso della guerra nel Pacifico.

## Servizio operativo
Il cacciatorpediniere Kisaragi fu ordinato nell'anno fiscale edito dal governo nipponico nel 1923, inizialmente indicato come "cacciatorpediniere Numero 21" (21-Gō kuchikukan in lingua giapponese). La sua chiglia fu impostata nel cantiere navale di Maizuru il 3 giugno 1924 e il varo avvenne il 5 giugno 1925; fu completato il 21 dicembre o il 25 dicembre dello stesso anno e il 1º agosto 1928 assunse il suo nome definitivo, avendo la Marina imperiale abbandonato alla data il sistema di nomenclatura del naviglio leggero con soli numeri. Assieme ai cacciatorpediniere Mutsuki, Yayoi e Mochizuki formò la 30ª Divisione, assegnata alla 6ª Squadriglia che, dalla fine del 1940, venne a dipendere dalla 4ª Flotta di stanza nelle isole del Mandato.
Il 29 novembre 1941, al comando del capitano di corvetta Yoichirō Ogawa, salpò dalla rada della base aeronavale di Truk con la divisione d'appartenenza e il resto della 6ª Squadriglia, fermandosi il 3 dicembre all'atollo di Kwajalein nelle isole Marshall. Fu quindi inquadrato nella forza d'occupazione dell'Isola di Wake guidata dal contrammiraglio Sadamichi Kajioka e comprendente, oltre la 30ª Divisione, i cacciatorpediniere Hayate, Oite, due cacciatorpediniere-trasporto rapido, gli incrociatori ausiliari Kinryu Maru e Kongo Maru e una nave appoggio sommergibili. L'8 dicembre la formazione salpò e giunse all'alba dell'11 dinanzi all'isola; Kajioka, con tre incrociatori leggeri, intraprese un bombardamento avvicinandosi man mano alla riva. Improvvisamente la guarnigione statunitense rispose al fuoco con qualche cannone da 127 mm, piazzando numerose granate sulle navi giapponesi, mentre dall'aeroporto dell'isola decollarono quattro caccia Grumman F4F Wildcat armati con bombe di piccolo tonnellaggio: l'Hayate saltò in aria quasi subito e gli incrociatori subirono danni, tanto che Kajioka ordinò di ripiegare. Il Kisaragi, che con le unità sorelle aveva cercato di cannoneggiare gli isolotti di Peale e Wilkes, invertì la rotta e cercando di evitare le salve nemiche puntò verso il mare aperto; i Wildcat si accanirono sulle navi in fuga e il Kisaragi fu mitragliato più volte. A bordo scoppiò un principio d'incendio e alle 05:37 una bomba detonò all'altezza del plancia: il Kisaragi fu annientato da una fragorosa esplosione 30 miglia a sud-ovest dell'isola (18°55′N 166°17′E) proprio mentre i caccia statunitensi si preparavano a un nuovo attacco. Tutti i 156 membri dell'equipaggio, incluso il comandante, perirono o nello scoppio o nel rapido affondamento del relitto.
Il 15 gennaio 1942 il Kisaragi fu eliminato dai registri della Marina imperiale.